# سد الخانق
سد الخانق وهي سد اثري قديم يقع إلى الجنوب من مدينة صعدة بمسافة (7كم) كحاجز للمسافة الضيقة بين جبلي الصمع والسنارة ويرجع تاريخه الأول إلى (القرن الخامس الميلادي), بناه والي صعده الحميري نوال بن عتيق – مولى سيف بن ذي يزن – وهدمه القائد العلوي إبراهيم بن موسى سنة 225 هـ ويعتبر ثاني سدود اليمن بعد سد مأرب .